# Doris Schattschneider

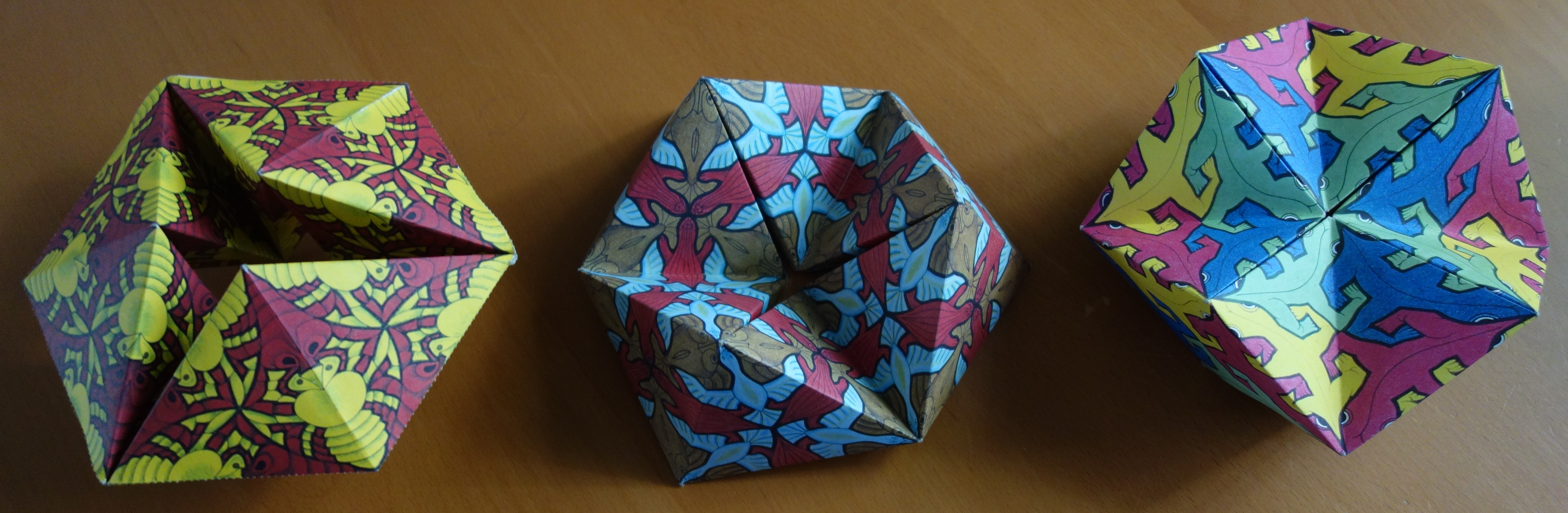
Gebastelte Kaleidozyklen aus M. C. Escher Kaleidozyklen von Doris Schattschneider und Wallace Walker, Verlag TACO (deutsche Übersetzung)

Doris Schattschneider (* 19. Oktober 1939 in Staten Island, New York City) ist eine US-amerikanische Mathematikerin, die sich mit Geometrie beschäftigt.

## Leben
Schattschneider studierte an der University of Rochester und promovierte 1966 an der Yale University bei Tsuneo Tamagawa und Ichirō Satake (Restricted Roots of a Semi-simple Algebraic Group). Ab 1968 lehrte sie am Moravian College in Bethlehem (Pennsylvania), wo sie seit 2002 Professor Emeritus ist.
Schattschneider ist für ihre Arbeiten zu Parkettierungen bekannt. Sie interessiert sich auch für deren Verbindungen zur Kunstgeschichte und gab Bücher über M. C. Escher heraus. Sie arbeitete an einem Projekt zur Computer-Visualisierung der Geometrie der National Science Foundation mit, das die Software „The Geometers Sketchpad“ produzierte, und hielt zahlreiche Vorträge in den USA über Anwendungen der Geometrie im Unterricht, in der Kunst und speziell Symmetrie von Polyedern und Parkettierungen.
1981 bis 1985 war sie (als erste Frau) Herausgeberin von Mathematics Magazine. Sie war Vizepräsident der Mathematical Association of America (MAA), deren „Certificate of Meritorious Service“ und deren Distinguished Teaching Award (1993) sie erhielt. Sie ist Fellow der American Mathematical Society.
Sie entdeckte und publizierte die Amateur-Mathematikerin Marjorie Rice.

## Schriften
- als Herausgeberin mit Michele Emmer: M. C. Escher Legacy. A centennial celebration. Collection of articles coming from the M. C. Escher Centennial Conference, Rome 1998. Springer, Berlin u. a. 2003, ISBN 3-540-42458-X.
- als Herausgeberin mit James R. King: Geometry turned on! Dynamic software in learning, teaching and research (= MAA Notes. Band 41). Mathematical Association of America, Washington DC 1997, ISBN 0-88385-099-0.
- The fascination of tiling. In: Michele Emmer (Hrsg.) The visual mind. Art and mathematics. MIT Press, Cambridge MA u. a. 1993, ISBN 0-262-05048-X, S. 157–164.
- Visions of Symmetry. Notebooks, Periodic Drawings, and Related Work of M. C. Escher. Freeman, New York 1990, ISBN 0-7167-2126-0; Neuausgabe: H. N. Abrams, New York 2004, ISBN 0-8109-4308-5.
- mit Lillian F. Baker: The Perceptive Eye. Art and Math. Allentown Art Museum, Allentown PA 1979.
- mit Wallace Walker: M .C. Escher Kaleidocycles. Ballentine Books, New York NY 1977, ISBN 0-345-25686-7 (In deutscher Sprache. M. C. Escher, Kaleidozyklen. TACO, Berlin 1987, ISBN 3-89268-013-2).